# Marsha Hunt
Marsha Hunt (født Marcia Virginia Hunt 17. oktober 1917, død 7. september 2022) var en amerikansk skuespillerinde, der blev blacklistet af Hollywoods filmproducenter, efter at hun den 27. oktober 1947 havde deltaget i en demonstration i Washington D.C. mod Komitéen for Uamerikansk Virksomhed sammen med 30 skuespillere, instruktører forfattere og producenter (bl.a. John Huston, Humphrey Bogart, Lauren Bacall og Danny Kaye).